# دوگوپلژ
دوگوپلژ (به لاتین: Dugopolje) یک منطقهٔ مسکونی در کرواسی است که در شهرستان اسپلیت-دالماسی واقع شده‌است. دوگوپلژ ۳٬۴۶۹ نفر جمعیت دارد.